# Tren del Fin del Mundo
El Ferrocarril Austral Fueguino (FCAF) o Tren del Fin del Mundo es una línea férrea de la Provincia de Tierra del Fuego, Antártida e Islas del Atlántico Sur en Argentina, que conecta el parque nacional Tierra del Fuego con las cercanías de la ciudad de Ushuaia, conectando tres estaciones al oeste de la ciudad. Es uno de los componentes más conocidos del Sistema Ferroviario en la Patagonia Argentina; aunque integra el mismo en forma aislada sin conexión con el resto de los ferrocarriles. 
El ferrocarril actual es heredero del conocido tren de los presos. El mismo comenzó a funcionar en 1909 hasta 1952, pero luego, la empresa Tranex Turismo S.A. decide revivir la leyenda creando el famoso Tren del Fin del Mundo, el cual hace los últimos 8 kilómetros del recorrido original (antiguamente eran 25 km). La trocha del Tren del Fin del Mundo es de 500 mm, 100 mm menos que la original.
En sus comienzos sirvió como medio de transporte de mercancías de la Prisión Nacional de Ushuaia, concretamente para leña.
En la actualidad, este ferrocarril está dedicado al turismo en el parque nacional Tierra del Fuego y es la vía férrea más austral del mundo.

## Historia

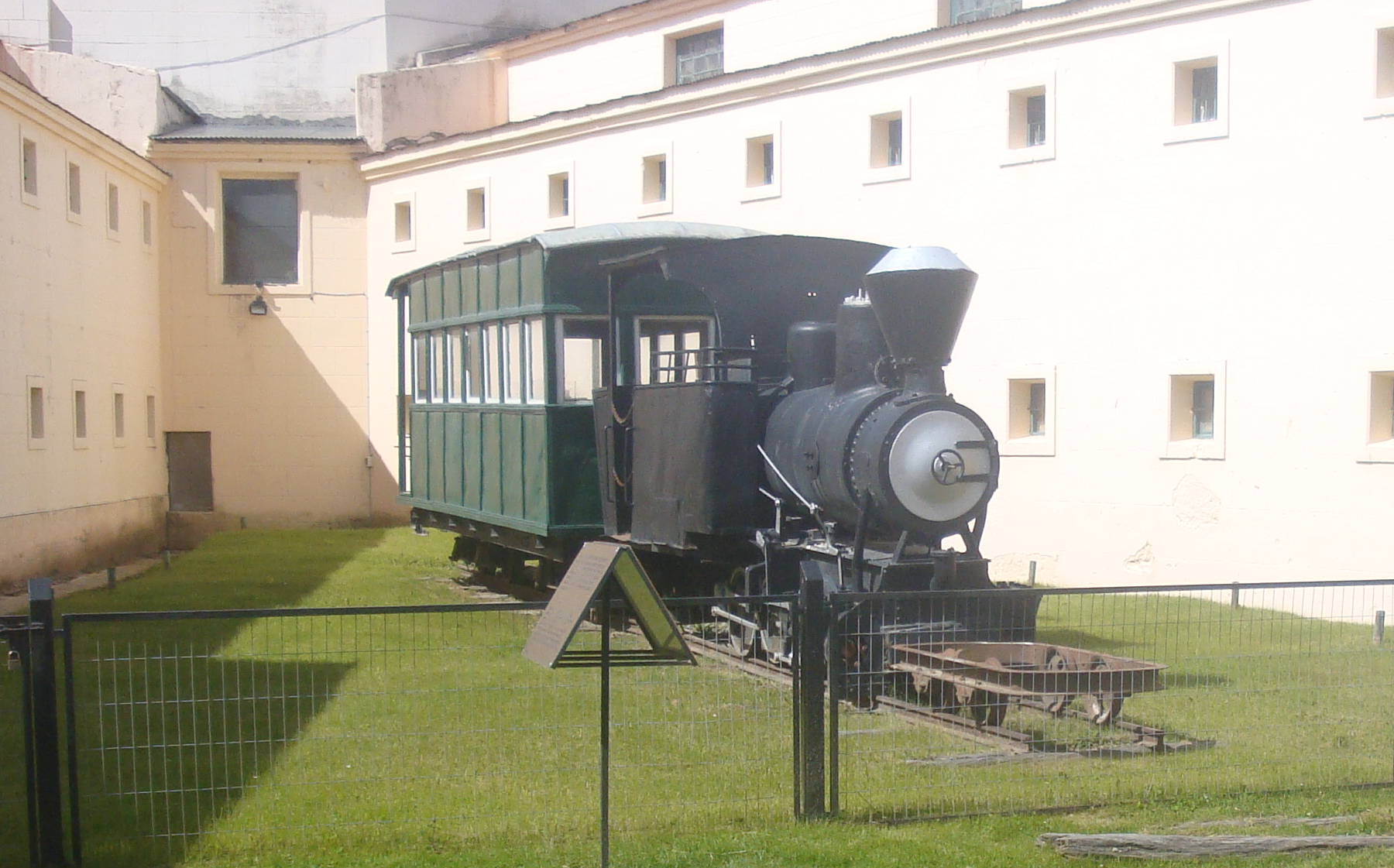
Formación utilizada originalmente para el servicio de pasajeros hacia el bosque.

A finales del siglo XIX el gobierno federal instaló una colonia penal en Ushuaia, arribando los primeros prisioneros condenados en 1884. En 1902 ya era un conjunto de edificaciones para los presidiarios, y se construye un xylocarril de rieles de madera, con trocha de menos de un m para el transporte de materiales, principalmente rocas, arena y leña. Este primer medio de transporte se inició bajo la dirección del ingeniero Catello Muratgia y disponía de una locomotora a vapor que transportaba vagones planos empujados por bueyes, caballos y en ocasiones por los propios presos.
En 1909, el alcalde informó de la necesidad de mejorar el servicio hacia la tracción Decauville de 600 mm de trocha. De este modo, se consiguió hacia fin de año el objetivo. En 1910 el xylocarril fue sustituido definitivamente por el Decauville, un ferrocarril de vías estrechas de metal. El nuevo medio de transporte se convirtió desde ese momento en el medio de transporte más importante de la ciudad de Ushuaia. En este período, se contó con 2 locomotoras para transportar a los presos diariamente, mientras recogen el material recolectado durante su jornada laboral. En su recorrido conectaba la prisión con el bosque y pasaba a lo largo de la costa en frente al creciente pueblo de Ushuaia. Fue conocido como Tren de Los Presos, llevaba tanto madera para calefacción y cocina como para la construcción.
La vía férrea fue paulatinamente extendiéndose más dentro del bosque, en áreas remotas a medida que la madera se agotaba. Llegó hasta el valle del río Pipo en terrenos más altos. Por consiguiente, la constante edificación llevó a las autoridades del Presidio a poner a los prisioneros en muchos servicios. En 1913 el ferrocarril ya con los rieles tipo Decauville, se desarrolló rápidamente: la red se extendió 25 kilómetros y se ramificó sobre dos ramales notorios: uno sobre las cuestas del Monte Susana, mientras que la vía principal se adentro del valle del Río Pipo y llegó hasta el Cañadón del Toro (hoy Parque Nacional). Esto se logró con el aumento en número de máquinas y vagones. El pequeño ferrocarril tuvo como propietario al Ministerio de Justicia, Servicio Penitenciario y como operador a las autoridades del Penal de Ushuaia. De este modo, en su máxima extensión llegó a dividirse en dos ramales hacia lo que hoy es el Parque Nacional y el ramal al Monte Susana que suplió las necesidades extractivas en los bosques. La cárcel contó también con varias en embarcaciones siendo la más conocida " La Godoy ".
En cuanto al funcionamiento del ferrocarril un vecino relató:

«Los guardiacárceles entraban a las 6 de la mañana porque a las 7 salían en la formación. Este trabajo también se replicaba en invierno: primero la sesión (grupo de penados) caminando adelante con palas. Eran 50 o 60 limpiando y atrás el tren a ritmo lento. De este modo se hacían 10 kilómetros, sacando con palas la nieve hasta llegar al Monte Susana. Cuando se llegaba al kilómetro 5 u 8 hay unos barrancones en los que hacían unos túneles en la nieve. El preso se dedicaba a preparar la leña en invierno y en verano. Además, algunas comisiones de reos de buena conducta salían al pueblo a colaborar con la Comisión de Fomento municipal. Los presos de mala conducta quedaba adentro y se dedicaban a la limpieza, pintura, tenían la cárcel muy higienizada.»
Alfonso Lavado,

### Final
En 1947, el gobierno de Juan Perón y su Director del Servicio Penitenciario Federal Roberto Pettinato clausuraron el presidio por razones humanitarias y lo reemplazaron por una base naval. Las instalaciones fueron transferidas al Ministerio de Marina y en ellas se instaló la Base Naval en 1950. El edificio del presidio fue usado con distintos fines hasta 1978 donde el Hall Central era el Polvorín de la Base. Fue alojamiento de conscriptos, personal de las lanchas rápidas, depósito de víveres, armeros, etc. Luego quedó en desuso.
Sin embargo, el ferrocarril continuó operando un tiempo más para los aserraderos locales; aunque ya estaba muy deteriorado y solo una máquina sobrevivía en sus últimos años. Dos años más tarde el Terremoto de Tierra del Fuego de 1949 bloqueó y destruyó mucho de la línea, especialmente en el área del cañadón al causar derrumbes sobre la vía en las zonas montañosas. No hubo ninguna preocupación del gobierno por despejarla y reconstruirla. El servicio se hizo inviable y se cerró en 1952.

### Reapertura como ferrocarril turístico
El 15 de mayo de 1992 se conforma Tranex Turismo S.A. por Antonio Enrique Díaz como presidente. La empresa privada planeo desde entonces la reapertura del ferrocarril.
En 1994 se reconstruyó nuevamente la línea férrea comenzando otra vez a prestar servicios en 11 de octubre de ese año. La inversión que se requirió fue en torno a los cuatro millones de dólares. Los principales gastos fueron: construcción de la Estación del Fin del Mundo, el material rodante, el tendido de vías, pagar los traslados y construcciones civiles anexas. Asimismo, se montó especialmente, en la localidad de San Fernando, Provincia de Buenos Aires, un taller especializado en metalurgia, carpintería y pintura que diseñó. Gracias a este trabajo se construyeron  los coches de clase turista y primera clase y la primera locomotora de vapor del país, bautizada Nora. 

No obstante, el nuevo ferrocarril se ideo solo con finalidad turística con dos clases: turista y primera clase. Además, se adicionaron lujos como champaña y servicio de comedor. Una locomotora de vapor 2-6-2T (Camila) se compró en Inglaterra en 1995, funcionando con otra fabricada en Argentina y otras tres locomotoras diésel. En 2006 se incorporó una tercera locomotora de vapor.Estos hechos volvieron a Tranex Turismo S.A.  la primera empresa argentina en aplicar un sistema ferroviario turístico, sino que además ideó y construyó dicho sistema.

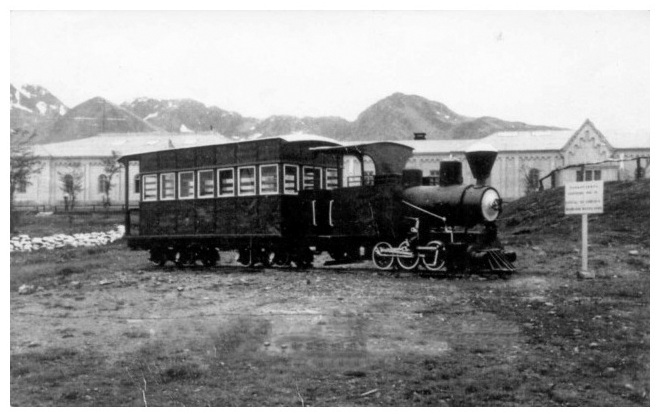
El tren con servicio de pasajeros en Ushuaia.

### Actualidad
Los servicios comienzan en la «Estación del Fin del Mundo», a 8 km al oeste de Ushuaia. Se toman pasajeros a lo largo del Valle Pico, en la Garganta Toro y en la «Estación Macarena» donde los visitantes inquieren acerca del pueblo originario Yámana, y se detiene en un punto con amplia vista panorámica durante 15 min. El tren luego ingresa al parque nacional, donde los pasajeros pueden abordar un automotor que los lleva dentro del parque a través del valle, volviendo a la «Estación Parque Nacional» donde retoman el tren.
Existe un plan para extender la línea a una nueva estación más cerca de Ushuaia, conectando esa estación con la ciudad por un tranvía.

## Material rodante

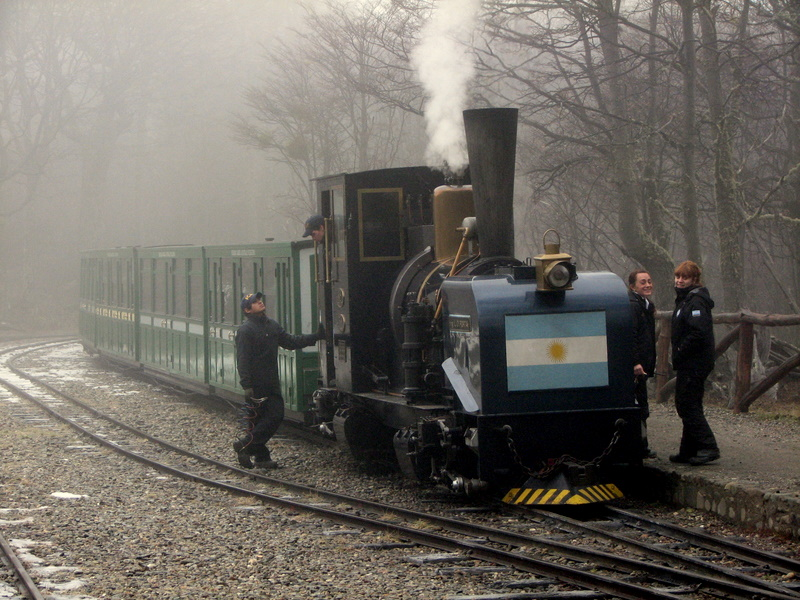
La locomotora N.º 2 fue bautizada en homenaje a Livio Dante Porta.

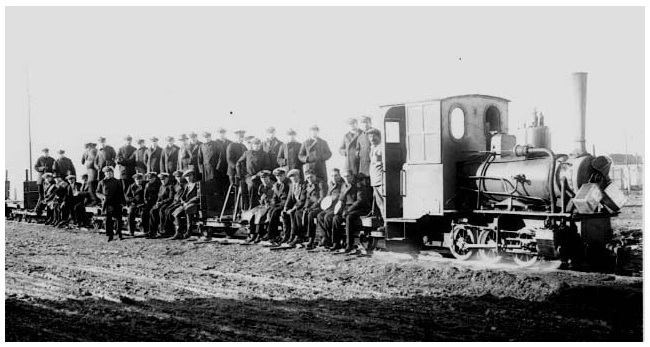
El tren transportando personal de la cárcel.

### Tracción
Los servicios de pasajeros se prestan con tres locomotoras de vapor:
- N.º 2 "Ing. L. D. Porta": Locomotora tipo Beyer-Garratt 0-4-0+0-4-0 diseñada y construida íntegramente en la Argentina en los talleres de Carupá de Tranex en 1994. Originalmente llamada "Nora", en 2001 fue reconstruida y modificada por Shaun McMahon. Al ponerla nuevamente en servicio, se la renombró en homenaje al ingeniero ferroviario Livio Dante Porta, fallecido en 2003. Tiene un peso aproximado de 9 toneladas.
- N.º 3 "Camila": Locomotora tanque configuración 2-6-2T construida en 1994-95 por Winson Engineering en Daventry, Inglaterra, siguiendo el modelo de las empleadas en el Lynton & Barnstaple Railway entre 1898 y 1935. Debido a múltiples ineficiencias de diseño, la locomotora debió ser fuertemente modificada. Estos trabajos comprendieron cambios en la aislación, el escape, la cabina y la lubricación, y estuvieron a cargo del ingeniero jefe del FCAF, Shaun McMahon y el ingeniero Livio Dante Porta, una autoridad en materia de tracción de vapor. Tiene un peso aproximado de 7,5 toneladas.El tren transportando presos supervisados por la policía.

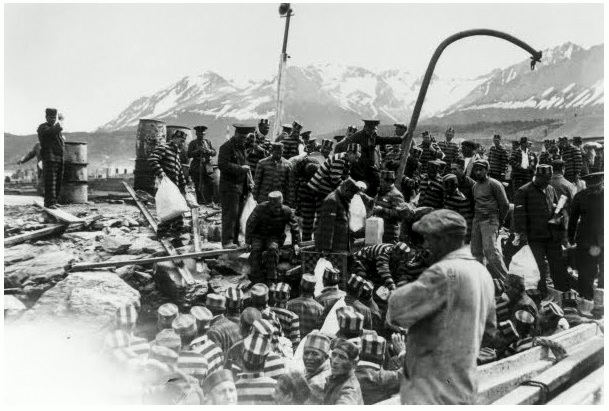
El tren transportando presos supervisados por la policía.

- N.º 6 "Ing. H. R. Zubieta": Locomotora tipo Beyer-Garratt 0-4-0+0-4-0, muy similar a la N.º 2 en tecnología y aspecto, aunque, a diferencia de esta, equipada con supercalentador de vapor para mejorar la eficiencia térmica. Fue construida por Girdlestone Rail en Port Shepstone, Sudáfrica y puesta en marcha en octubre de 2006. Tiene una longitud aproximada de 7 metros, un peso de 10 toneladas, y entrega 160 HP. Fue nombrada en homenaje al ingeniero naval Héctor J. Rodríguez Zubieta, destacado constructor naval y pionero del turismo en Tierra del Fuego.

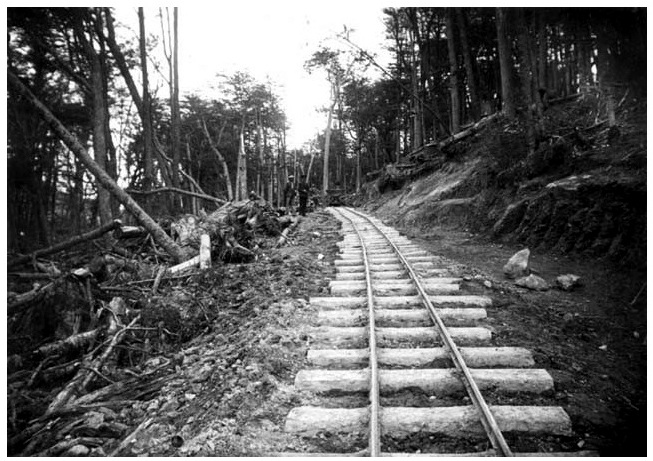
Vías del tren internándose en los bosques fueguinos.

Los servicios auxiliares de la línea y los de maniobra se prestan con tres locomotoras diésel:
- N.º 1 "Ing. C. Muratgia": Locomotora diésel mecánica configuración 0-6-0 fabricada en Alemania por Orenstein & Koppel, estimativamente en la década de 1930. Perteneció primero al Ferrocarril Económico Correntino, con trocha de 600 mm; luego fue adquirida por la compañía cementera CORCEMAR y retrochada para 750 mm. Tiene un peso aproximado de 7,5 toneladas. Tranex la adquirió como chatarra en 1993 y la reconstruyó completamente en sus talleres de Carupá. Bautizada originalmente "Rodrigo", fue la primera locomotora de la línea y operó por breve tiempo los trenes de pasajeros hasta el arribo de las Nºs. 2 y 3. Luego de una reconstrucción, fue renombrada en homenaje al ingeniero Catello Muratgia, primer director de la prisión de Ushuaia y creador del "Tren de los presos" original.
- N.º 4 "Tierra del Fuego": Locomotora diésel mecánica configuración 0-6-0 y diseñada fabricada por Girdlestone Rail en Port Shepstone, Sudáfrica, entró en servicio el 5 de noviembre de 1999. Con un peso aproximado de 12 toneladas, es la locomotora más pesada de la línea. Está equipada con un motor Caterpillar 3304 T de 140 HP.
- N.º 5: Locotractor diésel de cuatro ruedas con una potencia de 32 HP fabricado por Ruston & Hornsby en Inglaterra en 1937, adquirido en 1993 y utilizado en principio para el tendido del ramal, y posteriormente para movimiento de coches y tareas de vía y obras.

### Material remolcado
Coches
Los vehículos de pasajeros se agrupan en tres series. La primera de ellas en orden de construcción comprende las subseries 1000 (vehículos especiales), 1100 (coches de 1.ª clase) y 1200 (coches de clase turista). La subserie 1000 está compuesta del coche vip 1001 («Presidencial») con capacidad para ocho pasajeros, bar y toilette; el coche comedor 1002; el 1003, equipado como baño; y el generador móvil 1004. La subserie 1100 está compuesta por cuatro coches de primera clase con capacidad para 16 pasajeros en asientos individuales. La subserie 1200 comprende diez coches de clase turista, tres de ellos con compartimiento para guarda o guía. La serie fue fabricada en los talleres de Tranex en Carupá en 1994, excepto las unidades 1002 a 1004 y 1207, fabricadas por Winson Engineering en Inglaterra entre 1994 y 1995, y los números 1208 a 1210, hechos en los talleres de la estación Fin del Mundo en 1998.
La segunda serie, 1300, está compuesta de cinco coches de clase turista con 20 asientos, fabricados por Tecnopesca en Mar del Plata entre 2003 y 2004. La tercera serie, 1400, comprende un coche vip de siete asientos y tres coches de clase turista, fabricados en los talleres de la estación Fin del Mundo.
Vagones
La serie 2000 agrupa vagones empleados en las tareas de vía y obras y otras labores de mantenimiento y conservación. Incluye cuatro volcadores (uno de ellos equipado con un generador eléctrico pequeño), una plataforma larga y una plataforma corta, ambas con laterales removibles.